# Rispen-Fuchsschwanz
Der Rispen-Fuchsschwanz (Amaranthus cruentus), auch Rispiger Fuchsschwanz oder Färber-Fuchsschwanz und wie andere Arten dieser Gattung Amarant genannt, ist eine Pflanzenart aus der Gattung Amarant (Amaranthus) innerhalb der Familie der Fuchsschwanzgewächse (Amaranthaceae).

## Beschreibung

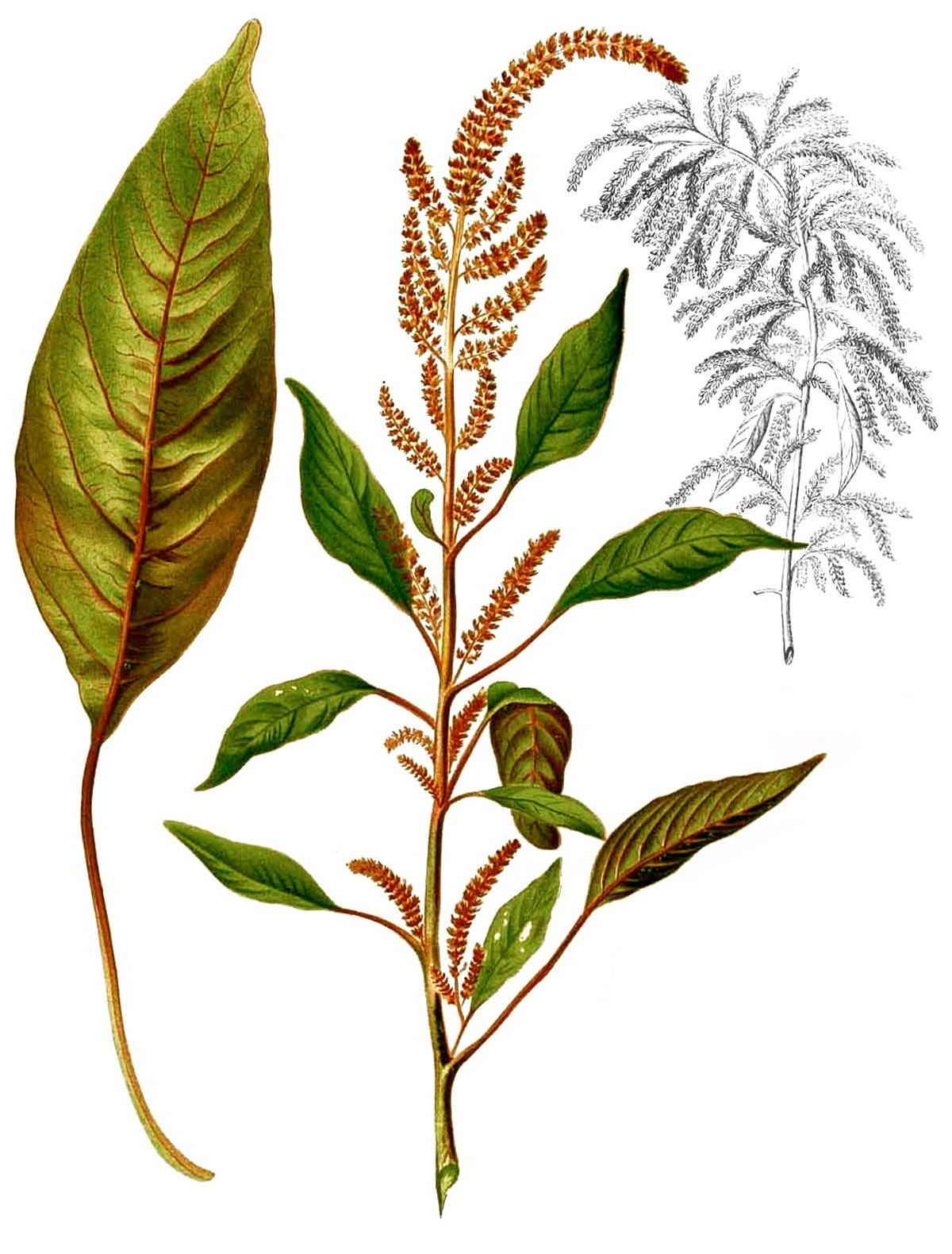
Illustration aus Flora de Filipinas, 1880–1883

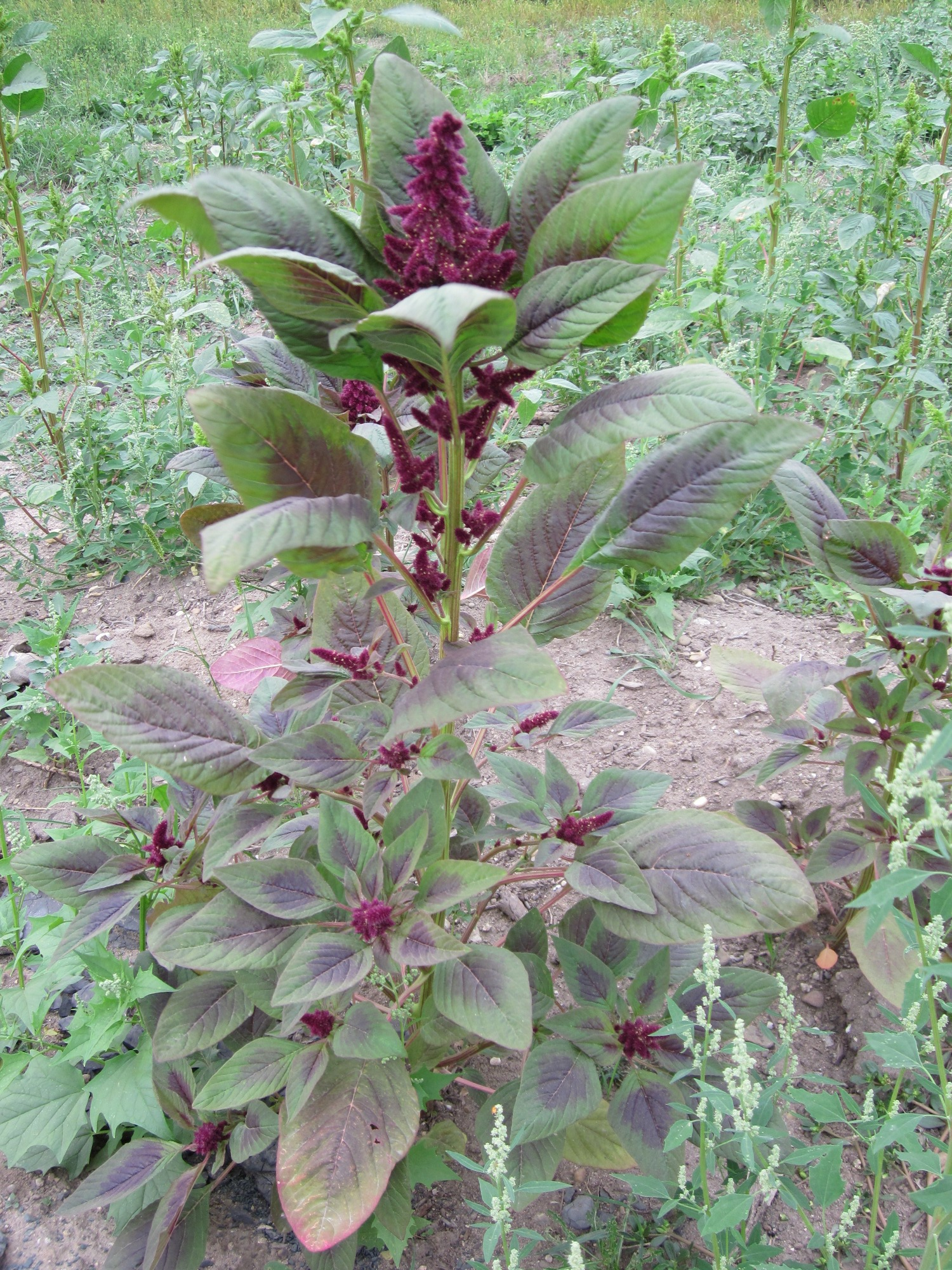
Rispen-Fuchsschwanz

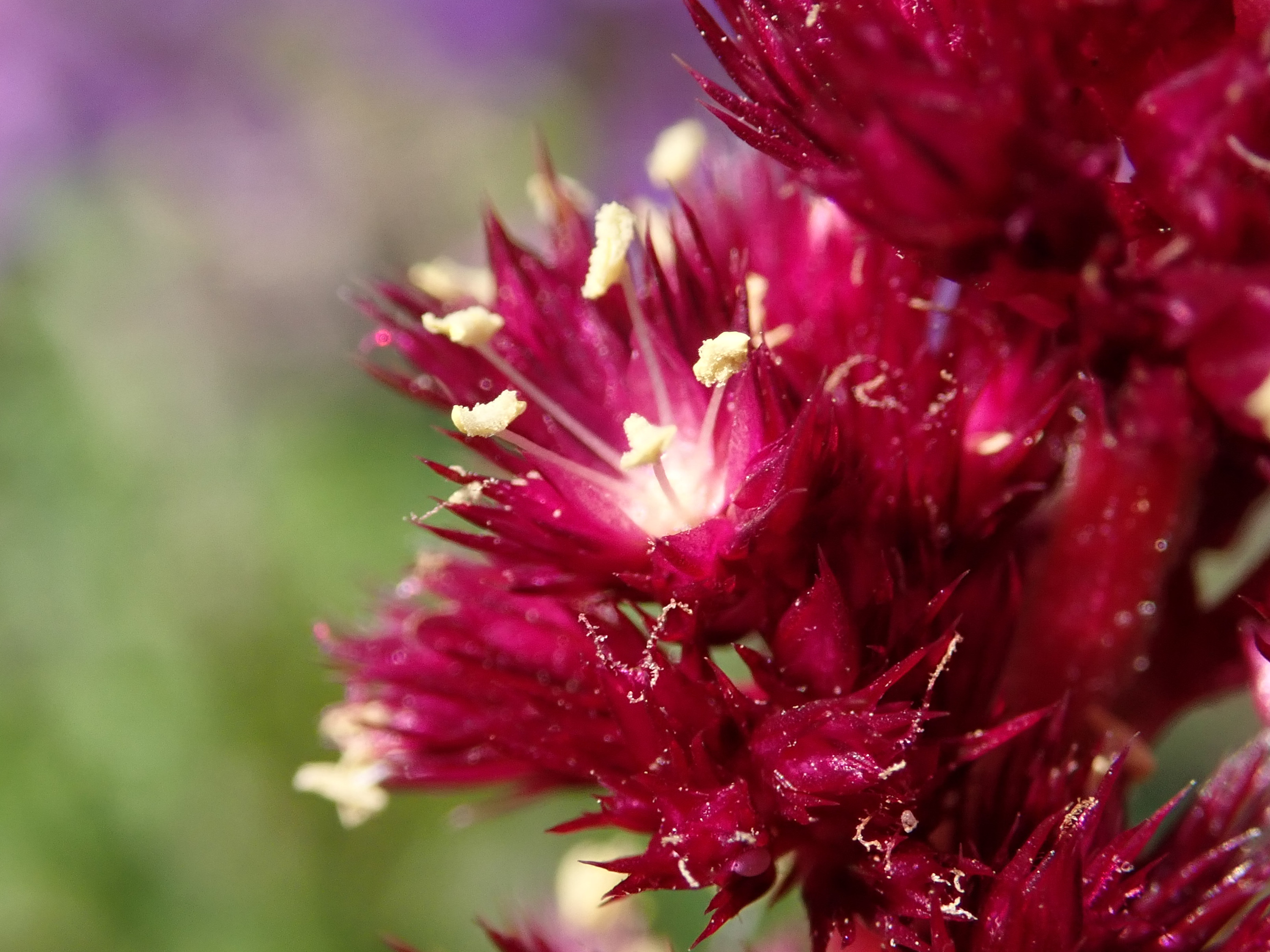
Blüte

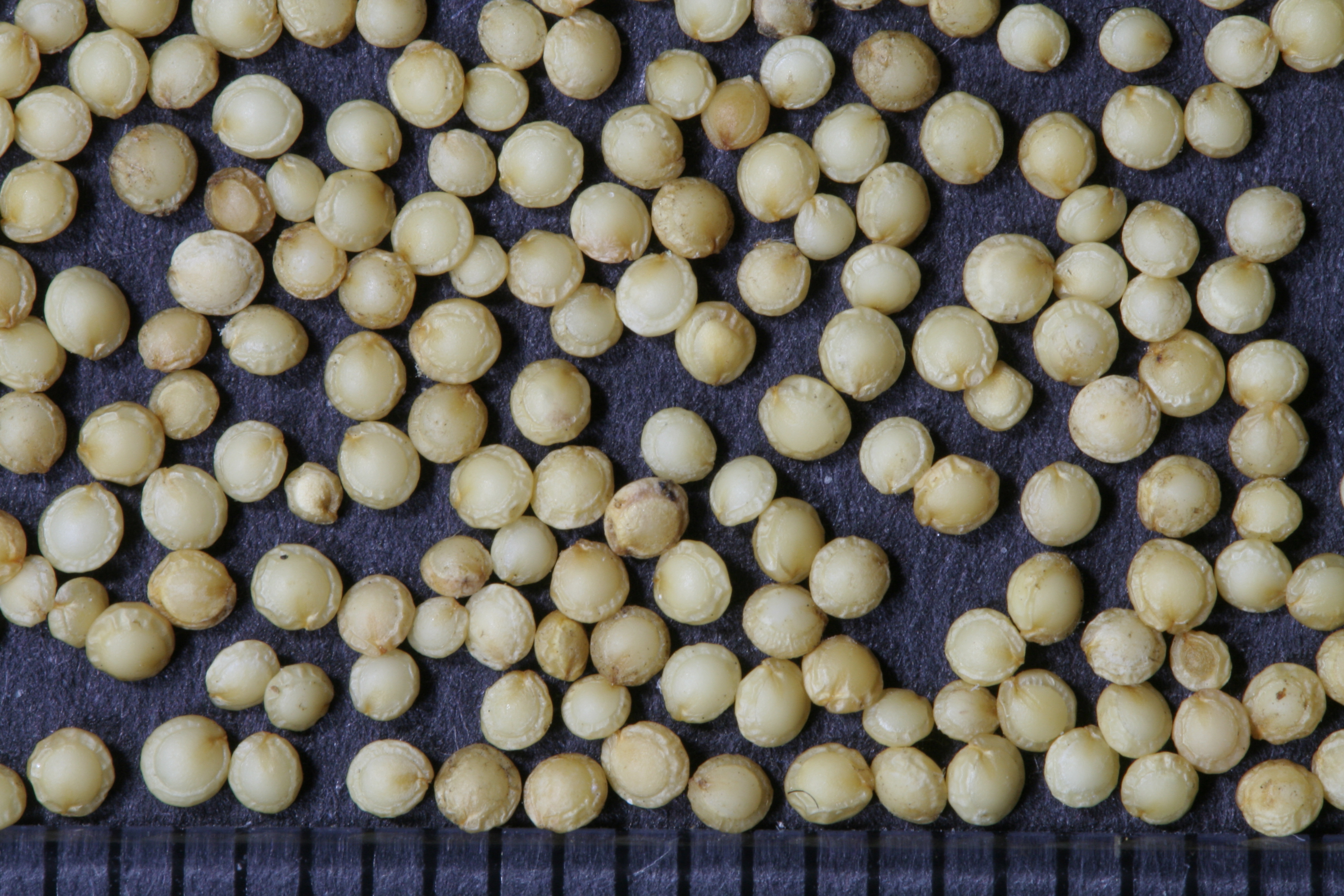
Amaranthus cruentus Samen

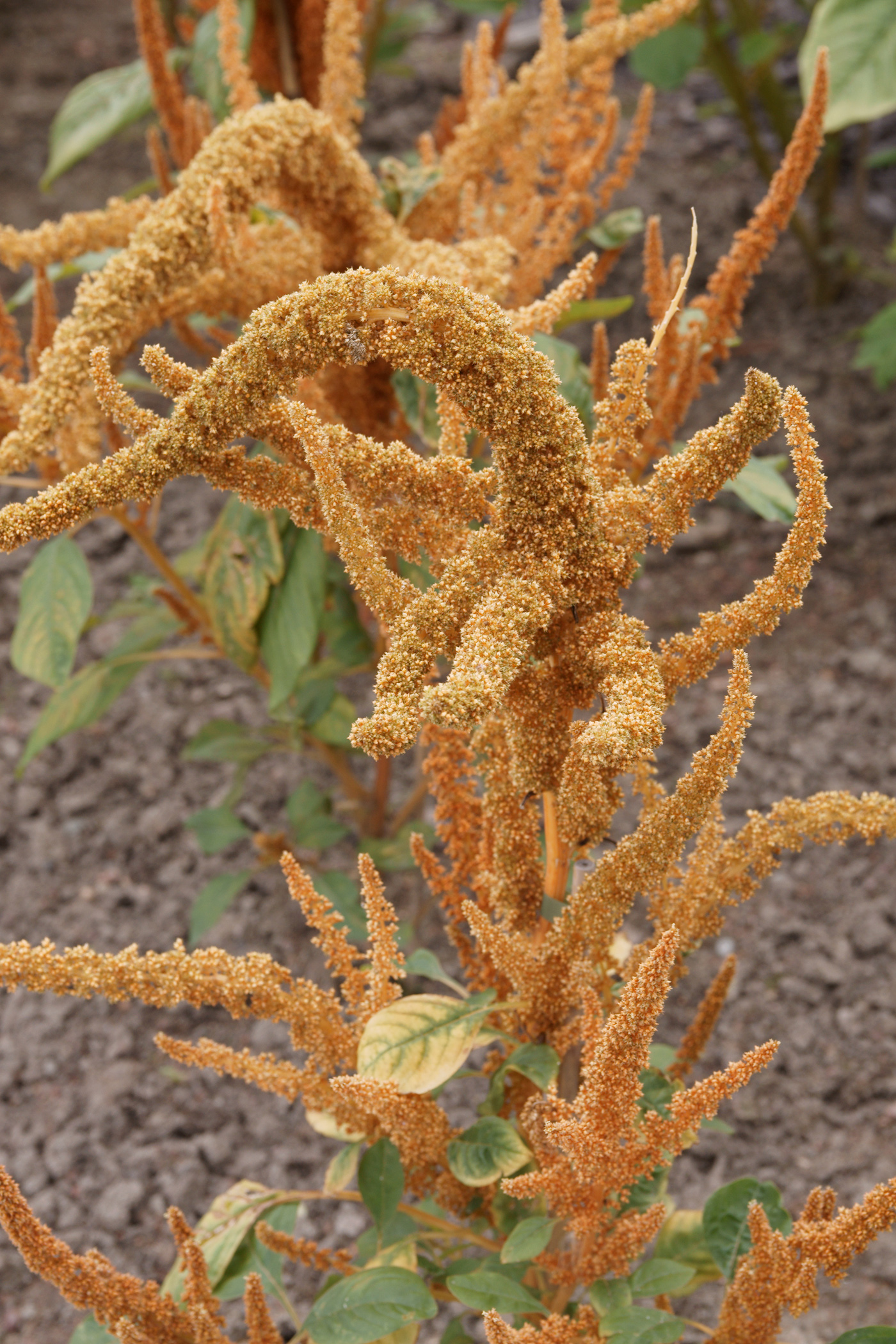
Blütenstand und Laubblätter des grünen Rispen-Fuchsschwanzes

### Erscheinungsbild und Blatt
Amaranthus cruentus wächst als einjährige krautige Pflanze, er bildet eine Pfahlwurzel und erreicht Wuchshöhen von 30 Zentimetern bis zu 2 Metern. Die Pflanzenteile sind oft rötlich. Der meist aufrechte oder seltener aufsteigende, verzweigte Stängel ist kantig, kahl oder ist mehr oder weniger dicht mit mehrzelligen Haaren (Trichome) bedeckt.
Die wechselständig und spiralig angeordneten Laubblätter sind in Blattstiel und Blattspreite gegliedert. Der Blattstiel ist bei einer Länge von 2,5 bis 18 cm relativ lang. Die einfache Blattspreite ist bei einer Länge von 6 bis 20 cm, lanzettlich bis eiförmig. Es sind keine Nebenblätter vorhanden. Die Keimblätter (Kotyledonen) sind etwa 1,5 cm lang, fleischig und gestielt.

### Blütenstand und Blüte
Amaranthus cruentus ist einhäusig getrenntgeschlechtig (mönözisch). Der endständige, rispige Gesamtblütenstand ist aus dichten, ährenähnlichen Teilblütenständen zusammengesetzt und besitzt eine Länge von 30 bis 50 cm sowie einen Durchmesser bis etwa 15 cm. Der oberste Teilblütenstand ist meist aufrecht. Die etwa 2 mm langen Tragblätter sind unterhalb ihrer Mitte trockenhäutig.
Die fast stiellosen (subsessil) Blüten haben Tragblätter, diese sind lanzettlich mit einer langen Spitze.
Die männlichen Blüten besitzen vier oder fünf 2 bis 2,4 mm lange, zugespitzte, spatelförmige, überlappende Perigonblätter und fünf freie, etwa 1 mm lange Staubblätter. Die weiblichen Blüten mit oberständigem Fruchtknoten besitzen immer fünf 1,2 bis 1,8 mm lange, fast gleiche Perigonblätter, die länglich bis elliptisch sind mit spitzem bis gerundetem oberen Ende. Der aufrechte Griffel ist an seiner Basis schlank und endet in drei Narben.

### Frucht und Samen
Die dunkel rötlichen, kahlen Kapselfrüchte (ein Pyxidium oder Utrikel) sind bei einer Länge von 2 bis 2,5 mm verkehrt-eiförmig bis rhombisch und enthalten nur einen Samen. Die elfenbeinfarbig bis gelblichen oder rötlich-dunkelbraunen, glatten Pseudogetreide-Samen sind bei einem Durchmesser von etwa 1,4 Millimeter, verkehrt-eiförmig bis ellipsoid und abgeflacht, linsenförmig. Der zweikeimblättrige Embryo ist krummläufig (kampylotrop) angelegt und umringt das stärkereiche Perisperm median. Die Tausendkornmasse beträgt nur 0,5–1,1 Gramm, sie sind epigäisch keimend.

### Chromosomenzahl
Die Chromosomenzahlen betragen 2n = 32, 34.

## Verbreitung
Amaranthus cruentus stammt ursprünglich aus Mittelamerika und wurde schon früh bis in die südlichen Gebiete der östlichen USA verbreitet. Heute ist er fast weltweit ein Neophyt. Nach POWO ist er von Mexiko bis Nicaragua beheimatet.
Er wächst bis in eine Höhe von 2000 Metern, ist aber nicht frostresistent und kann auf lockeren, gut durchlässigen, fruchtbaren, leicht-sauren bis -alkalischen Böden gedeihen, er bevorzugt ein sonnige und geschützte Lage. Der Temperaturbereich liegt bei 10–40 °C, er bevorzugt eine große Niederschlagsmenge. Er ist eine C4-Pflanze und qualitative Kurztagpflanze (KTP), der Ertrag ist ca. 800–3000 kg/ha. Die ökologischen Zeigerwerte nach Landolt et al. 2010 sind in der Schweiz: Feuchtezahl F = 2+ (frisch), Lichtzahl L = 4 (hell), Reaktionszahl R = 4 (neutral bis basisch), Temperaturzahl T = 4+ (warm-kollin), Nährstoffzahl N = 4 (nährstoffreich), Kontinentalitätszahl K = 2 (suboze2anisch).

## Verwendung
Die relativ kleinen Samen sind leicht zu ernten. Sie werden als Pseudogetreide Amarant gegessen, besonders in Mexiko und Indien. Diese Pflanzenart wird inzwischen aber auch im östlichen Afrika, beispielsweise im Sudan angebaut. Die sehr nahrhaften Samen werden gemahlen und gebacken. Gegart sind die Samen gelartig. Da es schwierig ist, die kleinen Samen im Mund zu zerkleinern, passieren sie das Verdauungssystem, ohne aufgenommen zu werden. Die mild schmeckenden Laubblätter werden gekocht gegessen. Sie enthalten viele Vitamine und Mineralien. Keimlinge werden in Salaten verwendet.
Der Färber-Fuchsschwanz wurde in Mittelamerika zum Färben, besonders von Lebensmitteln verwendet. Die Blüten werden zum Färben von Maisbrot verwendet. Aus allen Pflanzenteilen werden gelbe und grüne Farbstoffe gewonnen.
In Moldawien diente der Rispen-Fuchsschwanz zur Abtreibung.

## Taxonomie
Die Erstveröffentlichung von Amaranthus cruentus erfolgte 1759 durch Carl von Linné in Systema Naturae, Editio Decima 2, S. 1269. Synonyme für Amaranthus cruentus L. sind: Amaranthus chlorostachys Willd., Amaranthus hybridus subsp. cruentus (L.) Thell., Amaranthus paniculatus L.

## Trivialnamen
Weitere zum Teil auch nur regional gebräuchliche Bezeichnungen für den Rispen-Fuchsschwanz sind oder waren: Amarantenbaum, Floramour, Fuchsschwanz, Papageienfedern, Papageienkraut, rüth Stirr (Siebenbürgen), Strizolar (Zillertal), Tausendschön, Vasses besekla (mittelniederdeutsch) und Vasses sagel (mittelniederdeutsch).